# Baba Diawara
Papa Babacar Diawara, noto come Baba (Dakar, 5 gennaio 1988), è un ex calciatore senegalese, di ruolo attaccante.

## Carriera
Il 17 gennaio 2012 viene acquistato dai spagnoli del Siviglia e il 29 gennaio debutta con la nuova maglia, subentrando a José Antonio Reyes, nella sconfitta casalinga contro il Málaga. Per la stagione 2013-2014 viene ceduto in prestito al Levante.

## Palmarès

### Club

#### Competizioni nazionali
- FFA Cup: 1

Adelaide Utd: 2018
- I-League: 1

Mohun Bagan: 2019-2020

### Individuale
- Capocannoniere della Coppa di Lega portoghese: 1

2011-2012 (4 gol)